# Río Prieto (Yauco)
Río Prieto es un barrio ubicado en el municipio de Yauco en el Estado Libre Asociado de Puerto Rico. En el Censo de 2010 tenía una población de 680 habitantes y una densidad poblacional de 44,51 personas por km².

## Geografía
Río Prieto se encuentra ubicado en las coordenadas 18°8′52″N 66°49′47″O / 18.14778, -66.82972. Según la Oficina del Censo de los Estados Unidos, Río Prieto tiene una superficie total de 15.28 km², que corresponden a tierra firme.

## Demografía
Según el censo de 2010, había 680 personas residiendo en Río Prieto. La densidad de población era de 44,51 hab./km². De los 680 habitantes, Río Prieto estaba compuesto por el 83,53 % blancos, el 5,74 % eran afroamericanos, el 0,15 % eran asiáticos, el 0,74 % eran isleños del Pacífico, el 8,82 % eran de otras razas y el 1,03 % eran de una mezcla de razas. Del total de la población el 99,12 % eran hispanos o latinos de cualquier raza.